# Oreste Giorgi
Oreste Giorgi (Valmontone, 19. svibnja 1856. – Rim, 30. prosinca 1924.), bio je talijanski kardinal te prefekt Apostolske pokorničarne.
Dana 4. prosinca 1916. imenovan je kardinalom.